# Liste der Baudenkmale in Veerßen
In der Liste der Baudenkmale in Veerßen sind die Baudenkmale des niedersächsischen Ortes Veerßen aufgelistet. Dies ist ein Teil der Liste der Baudenkmale in Uelzen. Der Stand der Liste ist der 21. November 2021.
Die Quelle der  IDs und der Beschreibungen ist der Denkmalatlas Niedersachsen.

## Veerßen
Der Ort Veerßen liegt am südwestlichen Stadtrand von Uelzen, eine Grenze lässt sich heute nicht mehr erkennen. Den Ort prägten der Gutshof und die Kirche.

### Gruppen baulicher Anlagen

#### Schäferhof Veerßen
Der ehemalige Schäferhof besteht aus drei U-förmig um einen Hof gruppierten langgestreckten Fachwerkgebäuden des 19. Jahrhunderts. Der Hof öffnet sich zur Allee. Es ist auch alter Baumbestand auf der Hofanlage erhalten. Die Gruppe hat die ID 31004883.

| Lage                                  | Bezeichnung | Beschreibung | ID       | Bild |
| ------------------------------------- | ----------- | --- | -------- | ---- |
| Allee 26 52° 57′ 29″ N, 10° 32′ 37″ O | Wohnhaus    | Eingeschossiges traufständiges Fachwerkgebäude mit Backsteinausfachung, unter ziegelgedecktem Halbwalmdach. Errichtet als Wohnhaus des ehemaligen Schäferhofs von Veerßen im 19. Jahrhundert.      | 31010708 | BW   |
| Allee 26 52° 57′ 28″ N, 10° 32′ 36″ O | Scheune     | Langgestrecktes Fachwerkgebäude mit Backsteinausfachung, unter ziegelgedecktem Halbwalmdach. Errichtet als Scheune des ehemaligen Schäferhofs von Veerßen im 19. Jahrhundert.                      | 38132244 | BW   |
| Allee 26 52° 57′ 29″ N, 10° 32′ 39″ O | Stall       | Eingeschossiges Fachwerkgebäude mit Backsteinausfachung, unter ziegelgedecktem Walmdach. Zugemauerte Einfahrt. Errichtet als Schafstall des ehemaligen Schäferhofs von Veerßen im 19. Jahrhundert. | 38132228 | BW   |

#### Gutshof Veerßen
Der Gutshof Veerßen umfasst das mittig stehende Herrenhaus vom Beginn des 18. Jahrhunderts, die westlich davon liegende Graft und den großen Gutspark mit Einfriedungsmauer sowie ein Wirtschaftsgebäude des 19. Jahrhunderts. Die Gruppe hat die ID 31004893.

| Lage                                       | Bezeichnung        | Beschreibung | ID       | Bild |
| ------------------------------------------ | ------------------ | --- | -------- | ---- |
| Kirchstraße 2 52° 57′ 21″ N, 10° 32′ 26″ O | Herrenhaus         | Das Gut Veerßen ist seit 1292 belegt, Besitzer sind die von Estorff. Die von Estorff kamen von der Ottenburg, diese Wallburg wurde 1485 zerstört. Das Wasserschloss aus dem 16. Jahrhundert wurde 1700 durch das heutige Herrenhaus ersetzt. Das Herrenhaus ist ein zweigeschossiges Fachwerkhaus mit einem Krüppelwalmdach. Vor dem Eingang befindet sich eine Veranda. | 31011029 | BW   |
| Kirchstraße 2 52° 57′ 22″ N, 10° 32′ 23″ O | Park               | Landschaftspark mit Teich, Wasserlauf und Brücke. Baumbestand etwa 100-jährig (Stieleichen, Buchen, Winterlinden, Eschen, Blutbuchen, amerikanische Scharlacheichen, Feldulmen, Silberpappeln; Tilly-Eiche, alte Thuya, alter Taxus, Douglastannen, Rotfichten und Blaufichten). Feine Bodenmodellierung. Sonnenuhr. Am Haus ein Garten mit Stauden.                     | 31005900 | BW   |
| Kirchstraße 2 52° 57′ 16″ N, 10° 32′ 25″ O | Wallburg           | | 31010782 | BW   |
| Kirchstraße 2 52° 57′ 19″ N, 10° 32′ 28″ O | Wirtschaftsgebäude | Eineinhalbgeschossiges Backsteingebäude unter flachgeneigtem Satteldach. Geschosstrennender Zierfries vor hellem Putzband, ansonsten Fassaden backsteinsichtig. Erbaut Ende des 19. Jahrhunderts. | 31010745 | BW   |
| Kirchstraße 2 52° 57′ 20″ N, 10° 32′ 33″ O | Einfriedung        | Eine 1823 gezogene Feldsteinmauer schließt den Park zur Soltauer Straße und zur Kirchstraße ab. | 31005672 | BW   |

#### Gutsarbeiterhäuser Soltauer Straße
Die beiden Fachwerkhäuser an der Soltauer Straße 28 und 30 wurden im 18. und 19. Jahrhundert als Wohnhäuser für Arbeiter des südlich liegenden Gutshofs errichtet. Die Gruppe hat die ID 31004905.

| Lage                                            | Bezeichnung          | Beschreibung | ID       | Bild |
| ----------------------------------------------- | -------------------- | --- | -------- | ---- |
| Soltauer Straße 28 52° 57′ 25″ N, 10° 32′ 40″ O | Landarbeiterwohnhaus | Traufständiger eingeschossiger Fachwerkbau unter ziegelgedecktem Halbwalmdach. Mit kurzen Streben und einer leichten Geschossauskragung an den Giebelseiten. Errichtet als Gutsarbeiterwohnhaus in der zweiten Hälfte des 18. Jahrhunderts. | 31010819 | BW   |
| Soltauer Straße 30 52° 57′ 25″ N, 10° 32′ 38″ O | Landarbeiterwohnhaus | Traufständiger eingeschossiger Fachwerkbau unter ziegelgedecktem Halbwalmdach. Errichtet als Gutsarbeiterwohnhaus im 19. Jahrhundert. | 31010837 | BW   |

### Einzeldenkmale
| Lage                                           | Bezeichnung                                            | Beschreibung | ID                              | Bild |
| ---------------------------------------------- | ------------------------------------------------------ | --- | ------------------------------- | ---- |
| Friedhof 52° 57′ 32″ N, 10° 32′ 31″ O          | Leichenhalle                                           | Kleines Backsteingebäude mit friedhofsseitigem Tor und spitzbogigen Fenstern unter ziegelgedecktem Halbwalmdach. Errichtet Ende des 19. Jahrhunderts. | 31010728                        | BW   |
| Kirchstraße 5 52° 57′ 21″ N, 10° 32′ 33″ O     | St.-Marien-Kirche mit Einfriedung und Kastanienbestand | Einschiffiger gotischer Backsteinbau, wohl 1611 nach Westen erweitert, im Osten gewölbter Chor mit 5/10-Schluss und Vorjoch. Ziegelgedecktes Satteldach. Errichtet um 1400. Im Westen niedriger Glockenturm aus Fachwerk des 18. Jahrhunderts. Im Süden Anbau der von Estorffschen Gruft, deren Fachwerkobergeschoss aus dem 19. Jahrhundert stammt. Im Inneren ein Schnitzaltar vom Anfang des 16. Jahrhunderts. | 31010764                        |      |
| Kirchstraße 7 / 9 52° 57′ 20″ N, 10° 32′ 35″ O | Wohn-/ Wirtschaftsgebäude                              | Traufständiger Vierständerbau in Fachwerk mit Backsteinausfachung unter ziegelgedecktem Halbwalmdach. Großes Zwerchhaus im Wohnteil in der straßenseitigen Dachfläche. Errichtet in der zweiten Hälfte des 19. Jahrhunderts. | 31010889                        | BW   |
| Soltauer Straße 8 52° 57′ 24″ N, 10° 32′ 53″ O | Landarbeiterwohnhaus                                   | Traufständiger eingeschossiger Fachwerkbau unter ziegelgedecktem Halbwalmdach. Errichtet als Gutsarbeiterwohnhaus im 19. Jahrhundert. | 31010802                        | BW   |
| Veerßer Wald 52° 56′ 42″ N, 10° 33′ 4″ O       | Forsthaus                                              | Das Forsthaus wurde im Jahr 1851 erbaut, der Bauherr war A.L.E von Estorff. Es ist ein Ziegelbau mit Rundfenstern und einem Krüppelwalmdach. | 31010855                        | BW   |
| Veerßer Wald 52° 57′ 17″ N, 10° 32′ 59″ O      | Gedenksteine                                           | Gedenkstein für die Aufforstung der Heideflächen. Hohe Stele auf zwei Sockelstufen, Inschrift: "A.L.E. von Estorff 6. May 1855". | 38188419/1/-/ 31010872 38188419 | BW   |